# São Jorge da Beira
São Jorge da Beira ist eine Gemeinde (Freguesia) im portugiesischen Kreis Covilhã. In ihr leben 504 Einwohner (Stand 19. April 2021).